# カール・フォン・ハラハ
カール・フォン・ハラハ（Karl Freiherr von Harrach, Reichsgraf zu Rohrau, 1570年 - 1628年5月25日）は、オーストリアの貴族、廷臣。神聖ローマ皇帝フェルディナント2世の宮廷顧問官。

## 生涯
レオンハルト（4世）・フォン・ハラハ男爵（Leonhard IV von Harrach, 1542年 - 1597年）とその最初の妻でホーエンツォレルン伯カール1世の娘であるマリア・ヤコベア（1549年 - 1578年）の間の次男として生まれた。ヨーロッパ各地を転々としつつ学業を終えると、1594年よりニーダーエスターライヒ地方の政庁に勤め、主馬頭（Oberstallmeister）となった。ネーデルラントで1年をすごしたのちオーストリアに帰り、王領ハンガリーでのトルコ人との戦争に参加した。その後も、オーバーエスターライヒの塩鉱労働者の反乱、皇帝ルドルフ2世に対する弟マティアス大公（のちの皇帝）の反乱、ヴェネツィア共和国との戦争などの諸問題に対処した。
1618年のフェルディナント2世の皇帝選出を支援し、1620年の白山の戦いの後、皇帝が没収したボヘミア貴族の所領の分け前にあずかった。1627年にローラウおよびピュルヒェンシュタイン伯（Graf zu Rohrau und Pürchenstein）に陞爵し、ハンス・ウルリヒ・フォン・エッゲンベルクとともに1620年代の皇帝の顧問団の中で最も影響力のある人物とされた。
アルブレヒト・フォン・ヴァレンシュタインを皇帝に執り成して出世させ、1622年に四女エリーザベトをヴァレンシュタインに嫁がせた。三女カタリーナはヴァレンシュタインの又従弟マクシミリアン・フォン・ヴァルトシュタイン伯爵に、五女マクシミリアーナはヴァレンシュタインの同盟者アダム・エルトマン・トルチカ・フォン・リーパ元帥にそれぞれ嫁ぎ、ヴァレンシュタインとの結びつきを強めている。ハラハ家はヴァレンシュタインが1634年に暗殺されると、相続協定に則ってヴァレンシュタインの資産を相続した。
三男のエルンスト・アーダルベルト・フォン・ハラハはプラハ大司教およびトリエント司教を務めた。